# Mostra de Cinema Llatinoamericà de Catalunya
La Mostra de Cinema Llatinoamericà de Catalunya és un festival de cinema que se celebra anualment a Lleida des de 1995. El certamen presenta els films més destacats del cinema independent de l'Amèrica Llatina. També té la vocació de donar a conèixer el cinema català en aquests països.
L'esdeveniment nasqué el 1995 com a Mosta de Cinema Llatinoamericà de Lleida, impulsat pel Centre Llatinoamericà de Lleida i l'ajuntament de la ciutat.
Des de l'edició de 2009, fruit d'un conveni entre els organitzadors i el Departament de Cultura de la Generalitat de Catalunya, el festival s'anomena Mostra de Cinema Llatinoamericà de Catalunya.
A partir de l'edició de 2010 les cerimònies d'inauguració i clausura així com els actes més rellevants se celebren a La Llotja, el palau de congressos-teatre de la ciutat.
El 2014 (del 4 a l'11 d'abril) la Mostra de Cinema Llatinoamericà de Catalunya arriba a la vintena edició i manté l'estructura dels darrers anys amb les tres seccions oficials: llargmetratges, documentals i curts. Pel que fa als llargmetratges seran onze i d'onze nacionalitats diferents tot i que l'Argentina és el país amb més presència.

## Premis
El certamen concedeix des de fa diversos anys els premis següents:
- Premi del Públic a la millor pel·lícula
- Premi Casa Amèrica Catalunya al millor guió
- Premi de la Diputació de Lleida al millor documental
- Premi Radio Exterior Espanya al film que més s'aproximi a la realitat social llatinoamericana
- Premi Groupama al millor curtmetratge
- Premi d'honor [2]

Des de l'any 2011 concedeix també el Premi Jordi Dauder a la creativitat en el cinema català.